# Pallid Peak
Pallid Peak är en bergstopp i Antarktis. Den ligger i Västantarktis. Nya Zeeland gör anspråk på området. Toppen på Pallid Peak är 1 500 meter över havet, eller 103 meter över den omgivande terrängen. Bredden vid basen är 2,4 km.
Terrängen runt Pallid Peak är huvudsakligen kuperad, men åt nordväst är den platt. Trakten är obefolkad. Det finns inga samhällen i närheten.